# مؤشر أحفوري

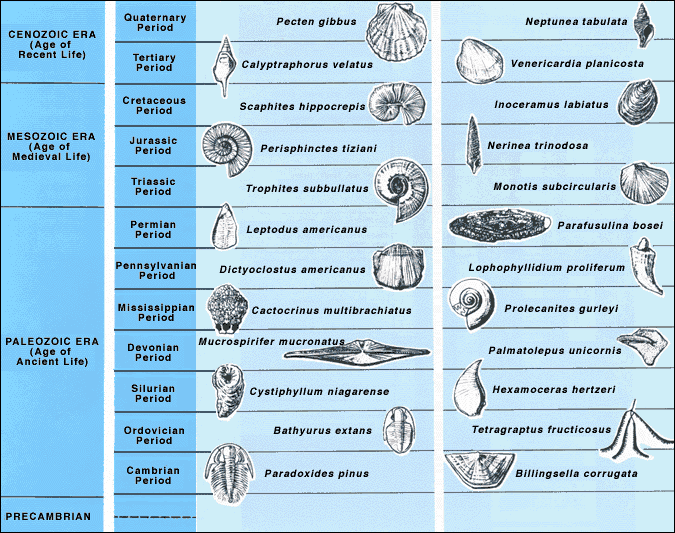
أمثلة لمؤشرات أحفورية.

مؤشر أحفوري في الجيولوجيا (بالإنجليزية:Index fossils أو guide fossils أو indicator fossils) هي أحفوريات تستخدم لتعيين حقبة جيولوجية أو مرحلة من مراحل وجود أنواع معينة من النبات والحيوان في العصور الجيولوجية المختلفة. وتعتمد الطريقة على ظاهرة أن الرسوبيات ربما تبدو مختلفة تبعا للظروف المناخية التي تكونت فيها، إلا أنها تحتوي على نفس أنواع الأحفوريات للنبات والحيوان خلال حقبة معينة من تاريخ الأرض. فإذا كانت الأنواع المقصودة قد عاشت لمدة قصيرة (في التعريف الجيولوجي، لمدة عدة مئات آلاف السنين فقط) فمن المؤكد أن الطبقة الرسوبية تحت النظر قد تكونت خلال تلك الحقبة القصيرة. وكلما كانت فترة معيشة الكائنات قصيرة كلما زادة دقة تحديد الترسيبات المختلفة بأنها تتبع نفس العصر الجيولوجي. والمؤشرات الأحفورية المختارة هي أحفوريات معتادة، من السهل التعرف عليها وعلى الكائن الذي تحجر في صورتها، وتتسم باتساع انتشارها.

## الأحفوريات والعصور الجيولوجية

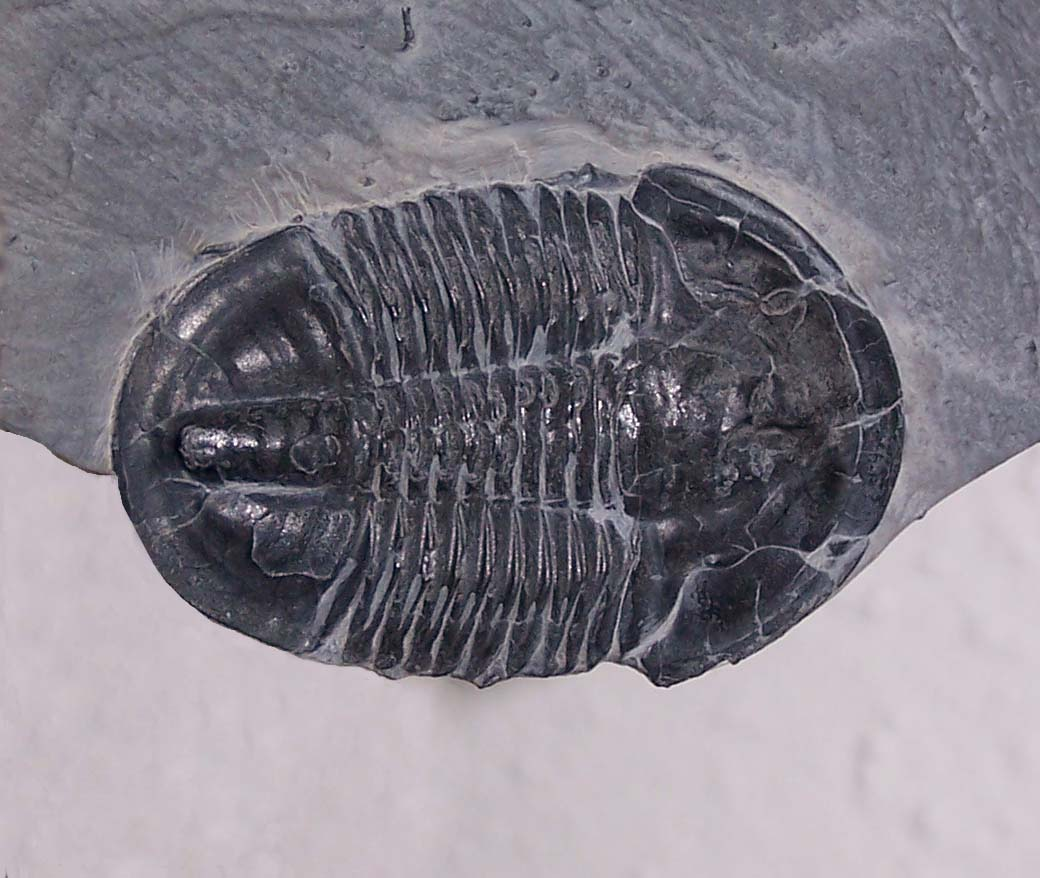
تريلوبيت ؛ مفصلية ثلاثية الفصوص.

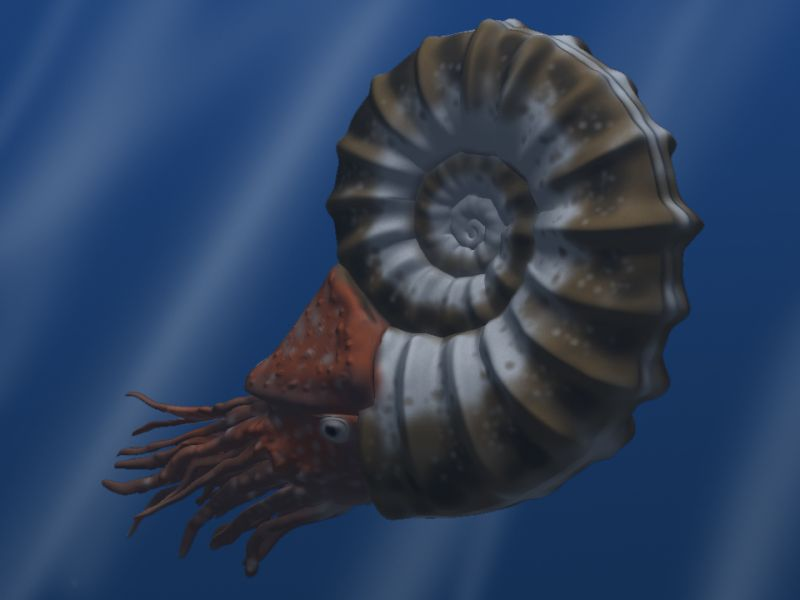
أمونيت

يستخدم المؤشر الأحفوري تريلوبيت للتعرف على العصر الكامبري، ويستخدم أحفورة الجرابتوليت للتعرف على العصرين العصر الأردوفيسي والعصر السيلوري، كما يميز الأمونيت العصر بين العصر الديفوني والعصر الطباشيري.
وبالنسبة إلى طبقات حقبة السينوزوي تستخدم غالبا أحفوريات مجهرية مثل فورمينفير وأوستراكود لتعيين التطور النباتي والحيواني التي حدث بدقة أكبر.

## اقرأ أيضا
- أحفورة
- أحافير زائفة
- تتبع أحفوري